# Montoussé
Montoussé ist eine französische Gemeinde mit 248 Einwohnern (Stand 1. Januar 2022) im Département Hautes-Pyrénées in der Region Okzitanien. Sie gehört zum Kanton Neste, Aure et Louron und zum Arrondissement Bagnères-de-Bigorre. 
Es ist einem Gebirgsklima ausgesetzt und wird von der Neste und verschiedenen anderen kleinen Flüssen entwässert. Die Stadt verfügt über ein bemerkenswertes Naturerbe: ein Natura-2000-Gebiet („Garonne, Ariège, Hers, Salat, Pique und Neste“) und vier Naturgebiete von ökologischem, Fauna- und Flora-Interesse. 
Montoussé ist eine ländliche Gemeinde mit 250 Einwohnern im Jahr 2021, nachdem sie im Jahr 1851 einen Bevölkerungshöchststand von 694 Einwohnern erlebt hatte. Sie gehört zum Einzugsgebiet von Lannemezan. Seine Bewohner werden Montouséens oder Montouséennes genannt.
Prähistorische Ablagerungen haben Überreste von Fauna aus dem Unterpleistozän (vor 90.000 Jahren) und dem Mittelpleistozän (vor 350.000 Jahren) hervorgebracht.

## Lage
Sie ist umgeben von folgenden Nachbargemeinden:
| La Barthe-de-Neste | Escala                                      | Tuzaguet  |
| Izaux              | Kompassrose, die auf Nachbargemeinden zeigt | Bizous    |
| Saint-Arroman      | Gazave                                      | Montsérié |

## Bevölkerungsentwicklung
| Jahr                      | 1962 | 1968 | 1975 | 1982 | 1990 | 1999 | 2008 | 2016 |
| ------------------------- | ---- | ---- | ---- | ---- | ---- | ---- | ---- | ---- |
| Einwohner                 | 277  | 254  | 233  | 230  | 247  | 233  | 225  | 247  |
| Quelle: Cassini und INSEE |      |      |      |      |      |      |      |      |